# うに弁当 (リアス亭)

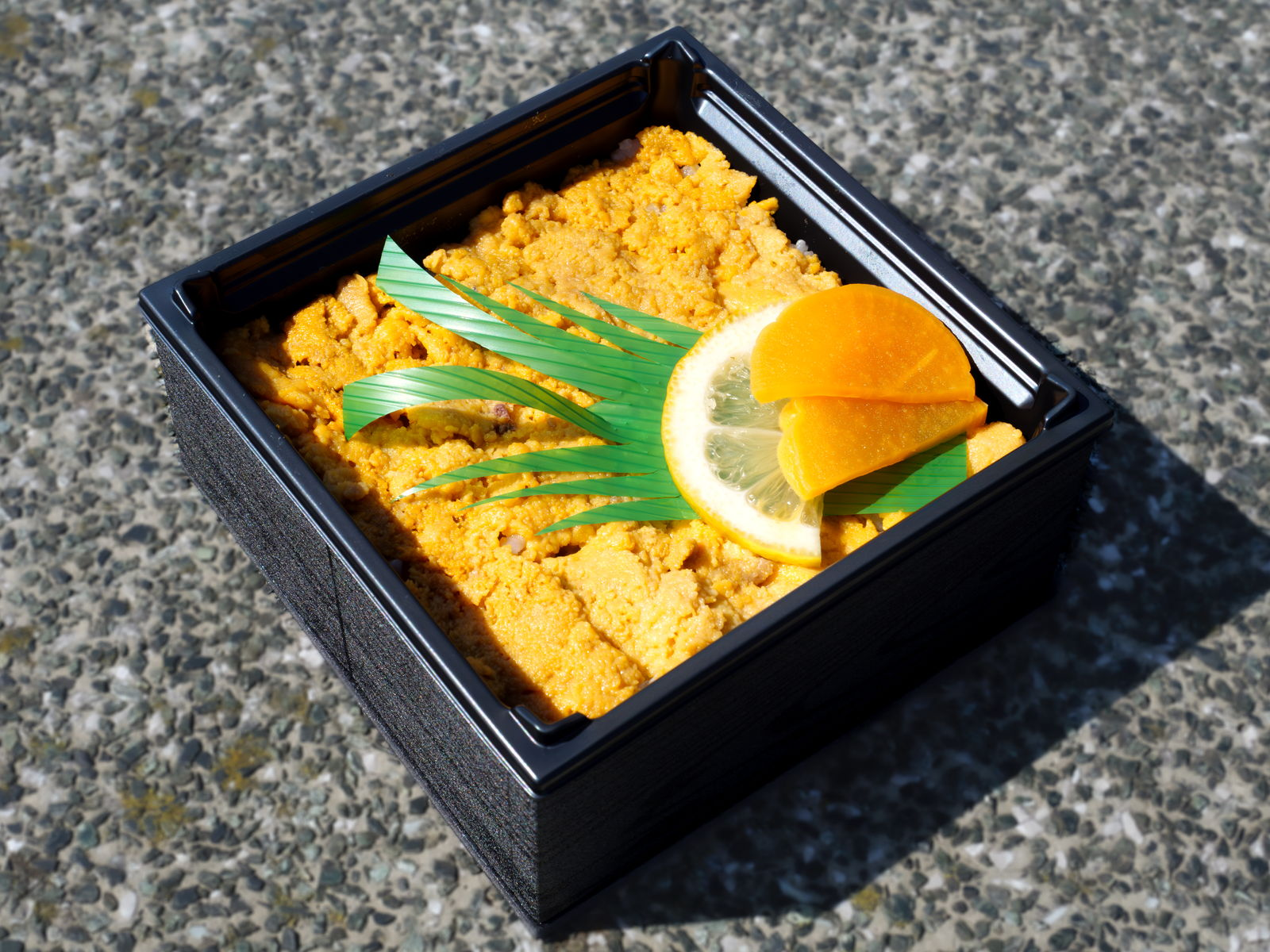
うに弁当

うに弁当（うにべんとう）は、清雅荘弁当部（リアス亭）が三陸鉄道久慈駅などで販売しているうにを中心とした駅弁である。

## 沿革
調製元の清雅荘は、もともと普代村にあった旅館。盛岡の仕出屋から転業して開業。その後旅館は廃業し、「うに弁当」の調製・売店営業・観光列車での車内販売に専念することになった。うに弁当の製造部門は「清雅荘弁当部」、また売店の屋号は「リアス亭」を使っている。
うに弁当は1986年頃に登場した。当時は清雅荘のおかみさんが普代駅から乗り込んで、三陸鉄道北リアス線の一部の列車で車内販売をしていた。その後清雅荘は旅館営業を廃業。2000年前後の「NHKニュースおはよう東北」での紹介、駅弁ブーム、お座敷列車「さんりくしおかぜ」での車内販売などによって、知名度が増した。

## 内容
ウニは三陸海岸でとれたものを使っている。ご飯はウニの炊き込みご飯で、その上に蒸しウニを敷き詰めている。他に大根の漬物とレモンスライスが添えられている。

## 販売
販売期間は4月から10月まで。11月から3月までの冬季は事前予約がないと製造しない。また、一日20個の限定製造であり、入手が難しいことから「幻の駅弁」と呼ばれている。
販売箇所は以下の通り。
- 三陸鉄道久慈駅構内「三陸リアス亭」[5]
- 「さんりくしおかぜ号」車内販売[要出典]
- 三陸鉄道宮古駅売店「RIAS BOX」[要出典]